# Carl Eduard Cramer (Botaniker)

Carl Eduard Cramer (ca. 1870)

Carl Eduard Cramer, auch Karl Eduard Cramer, (* 4. März 1831 in Zürich; † 24. November 1901 ebenda) war ein Schweizer Botaniker. Sein offizielles botanisches Autorenkürzel lautet „C.E.Cramer“.

## Leben
Cramer studierte ab 1850 bei Carl Wilhelm von Nägeli an der Universität Zürich Botanik, folgte Nägeli 1852 an die Universität Freiburg  und wurde bei diesem 1855 promoviert. Ebenfalls 1855 habilitierte er sich in Zürich und 1857 wurde er Lehrbeauftragter und 1861 Professor für Botanik am Eidgenössischen Polytechnikum in Zürich, was er bis zu seinem Tod blieb. Dort gründete er das Institut für Anatomie und Physiologie und baute die Landwirtschaftsschule auf. 1882 bis 1893 war er Direktor des Botanischen Gartens in Zürich. 1880 bis 1883 war er auch ordentlicher Professor der Universität Zürich. Am 17. Mai 1889 (Matrikel-Nr. 2836) wurde er zum Mitglied der Leopoldina gewählt.
Er war langjähriges Mitglied der Zürcher Naturforschenden Gesellschaft.
Cramer untersuchte die Entwicklung einzelner Pflanzenzellen über mehrere Generationen von Teilungen am Beispiel des Vegetationsscheitels von Algen. Das Forschungsgebiet nannte er Pflanzenarchitektonik. Er untersuchte auch Bildungsabweichungen von Pflanzenorganen, die Kryptogamen-Flora der Schweiz und forschte in der Bakteriologie.
1896 veröffentlichte er eine Biographie von Nägeli.

## Schriften
- Bildungsabweichungen bei einigen wichtigeren Pflanzenfamilien und die morphologische Bedeutung des Pflanzeneies. Friedrich Schulthess, Zürich 1864 (Archive)
- Versteinerte Hölzer der arctischen Zone. In: Oswald Heer: Flora fossilis arctica. Die fossile Flora der Polarländer enthaltend die in Nordgrönland, auf der Melville-Insel, im Banksland, am Mackenzie, in Island und in Spitzbergen entdeckten fossilen Pflanzen. Friedrich Schulthess, Zürich 1868, S. 167–180 (Archive)